# CTF Finance Centre
CTF Finance Centre prej The CTF Guangzhou, Čov Taj Fook Centre je 530 metrov visok nebotičnik v mestu Guangdžov, Ljudska republika Kitajska. Gradnja se je začela leta 2010, povsem dokončan naj bi bil do leta 2016. Imel bo 111 nadstropij s skupno talno površino 398000 m2 .